# O.b.

Тампоны o.b.

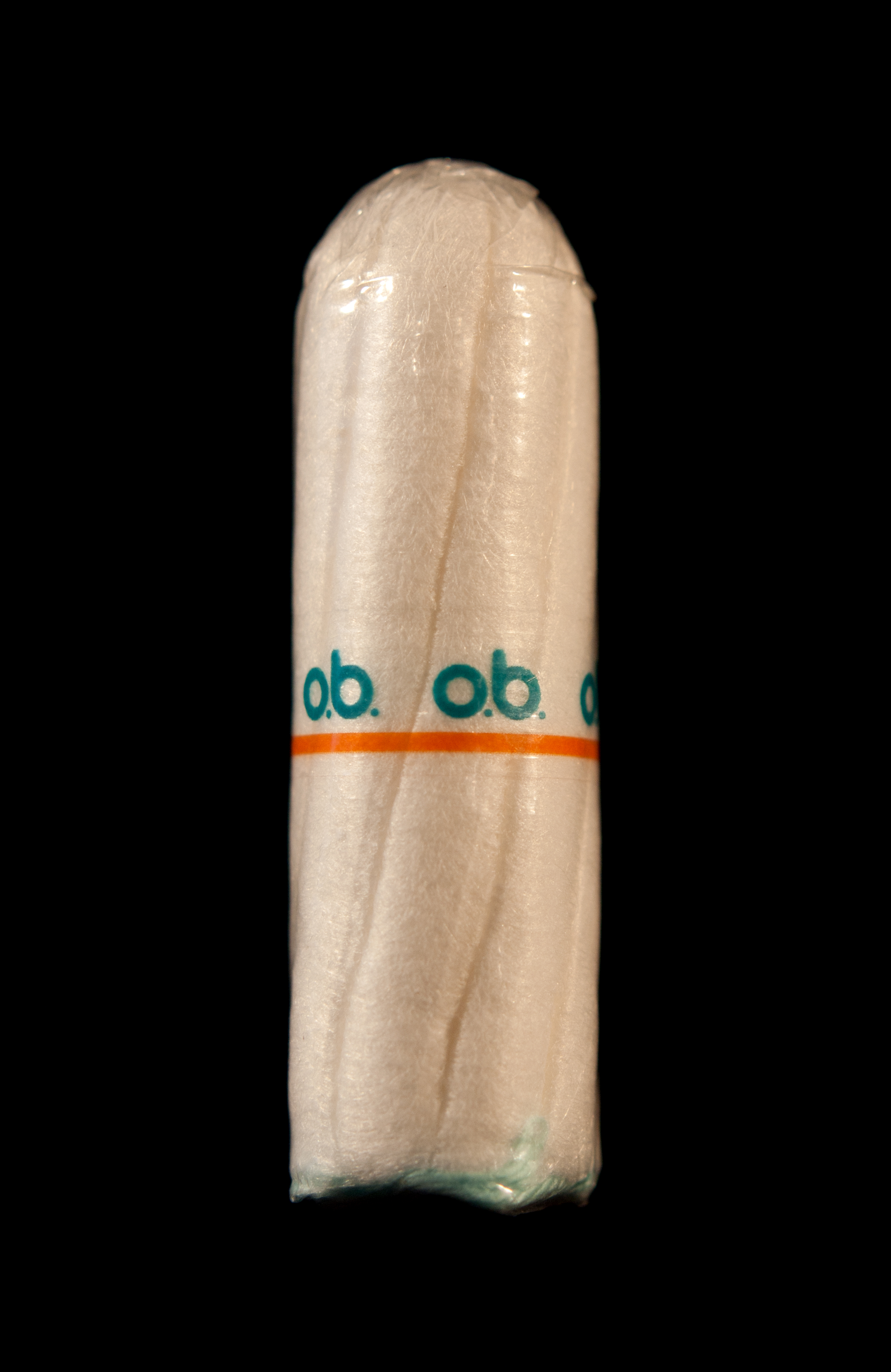
Тампон o.b. в индивидуальной упаковке

o.b.  (сокр. от нем. ohne Binde — «без прокладок») — тампон, разработанный в 1947 году в Германии инженером Карлом Ханом (Carl Hahn) и юристом Хайнцем Миттагом (Heinz Mittag) совместно с гинекологом Юдит Эссер Миттаг из клиники в Вуппертале, которая консультировала предпринимателей по вопросам гинекологии и гигиены. Серии тампонов выпускаются разной формы и размеров.

## История тампонов o.b
В 1950 году тампоны o.b. начала выпускать немецкая компания Dr. Carl Hahn KG.
В 1969 году благодаря провокационной рекламе в журнале Bunte Illustrierte (изображение девушки было ретушировано цензурой) компания Dr. Carl Hahn KG за год увеличила продажи на 50 % (до 28 миллионов марок) и стала монополистом на рынке тампонов (с долей рынка 77 % против 22 % у Tampax).
В 1974 году производство и торговая марка были выкуплены компанией Johnson & Johnson.
На заводе в Вуппертале (земля Северный Рейн-Вестфалия в Германии) ежегодно производятся 2 млрд тампонов o.b., из которых 1,2 миллиарда продаются в Германии (по данным на 2010 год).
В 2003 году независимый немецкий исследовательский институт Штифтунг Варентест по итогам теста, в котором участвовало 600 женщин, официально рекомендовал тампоны o.b. как лучшие на рынке.
В 2013 году бренд был выкуплен компанией Edgewell Personal Care.
Новые поколения тампонов выпускаются каждые 4—5 лет.

## Тампоны o.b. по странам

### США
Тампоны o.b. появились в США в 1974 году, став единственными безаппликаторными тампонами на американском рынке. В 1984 году в прессе появилась реклама с изобретателем тампонов Юдит Эссер Миттаг, в которой она рассказывала о преимуществах тампонов o.b. Однако продажи o.b. всё ещё оставались на низком уровне, в 1988 году их доля на рынке не превышала 8 %. В 2011 году потребители тампонов o.b. столкнулись с их временной нехваткой в магазинах. Чтобы извиниться перед клиентами, компания выпустила видео с персонализированной песней для каждой женщины. Johnson & Johnson так и не удалось достигнуть заметных продаж тампонов на рынке США. По сообщению Reuter’s, в 2011 году тампоны o.b. в США сильно уступали Tampax (Procter & Gamble), Playtex (Energizer Holdings Inc.), Kotex (Kimberly-Clark Corp.), а также прочим маркам. В результате Johnson & Johnson в 2013 году продала права на распространение бренда в США, Канаде и странах Карибского бассейна своему конкуренту Energizer Holdings Inc.

### Россия
В 1990 году тампоны o.b. появились на российском рынке. Спустя три года начались показы рекламного ролика «O’key о.b.», продолжавшиеся до 1996 года. В 1994 году, по сообщению газеты «Московские новости», тампоны o.b. были широко представлены в аптеках Москвы. После дефолта 1998 года тампоны o.b. резко подорожали (с 88 копеек за штуку до 3,6 рубля), что привело к падению продаж тампонов в два раза за период лето 1998 — весна 1999 года. В 2003 году, по данным «Коммерсантъ-Деньги», o.b. были лидером рынка тампонов (доля рынка 44 % против 26 % у тампонов Tampax, 7 % — у Kotex, 10 % — у Bella). Первые тампоны o.b. с аппликатором на российском рынке появились в 2014 году.

## Продукция
- O.B. ProComfort;
- O.B. ProComfort Night (ночные);
- O.B. Original;
- O.B. Compact Applicator[18].